# Xavier Ouellet
Xavier Ouellet, född 29 juli 1993, är en franskfödd kanadensisk professionell ishockeyspelare som spelar för Montreal Canadiens i NHL.
Han har tidigare spelat på NHL-nivå för Detroit Red Wings i NHL och på lägre nivåer för Rocket de Laval och Grand Rapids Griffins i AHL.

## Klubblagskarriär

### NHL

#### Detroit Red Wings
Han draftades i andra rundan i 2011 års draft av Detroit Red Wings som 48:e spelare totalt.

#### Montreal Canadiens
Oullet skrev som free agent på ett ettårskontrakt värt 700 000 dollar med Montreal Canadiens den 1 juli 2018.